# Слобода-Селець
Слобода-Селець — село в Україні, в Житомирському районі Житомирської області. Населення — 778 осіб. Колишній орган місцевого самоуправління — Станишівська сільська рада.

## Географія
Село Слобода-Селець знаходиться поблизу м. Житомира на лівому березі р. Тетерів.

## Історія
Колишня назва Сельцо. У 1906 році Селець, село Левківської волості Житомирського повіту Волинської губернії. Відстань від повітового міста 5 верст, від волості 9. Дворів 79, мешканців 480.
Село постраждало внаслідок геноциду українського народу, проведеного урядом СССР 1932—1933.
12 червня 2020 року, відповідно до розпорядження Кабінету Міністрів України № 711-р «Про визначення адміністративних центрів та затвердження територій територіальних громад Житомирської області» увійшло до складу Станишівської сільської територіальної громади.
19 липня 2020 року, в результаті адміністративно-територіальної реформи та ліквідації Житомирського району (1939—2020), село увійшло до складу новоутвореного Житомирського району.

## Населення

### Мова
Розподіл населення за рідною мовою за даними перепису 2001 року:
| Мова       | Відсоток |
| ---------- | -------- |
| українська | 92,67%   |
| російська  | 7,07%    |
| інші       | 0,26%    |

## Адреса місцевої ради

Слобідська школа

Сільський голова — Матвійчук Юрій Вікторович

## Освітні заклади
У селі працює початкова школа, бібліотека.

## Відомі люди
- Сурін Олександр Іванович (1982—2022) — молодший сержант Збройних Сил України, учасник російсько-української війни, що загинув у ході російського вторгнення в Україну в 2022 році.

## Галерея

- р. Тетерів